# 생초면
생초면(生草面)은 대한민국 경상남도 산청군의 면이다. 남강, 국도 제3호선 등 소재지를 통과한다. 국도 제3호선 생초 진입 램프 추가 반영과 소재지 앞 경호강변 관광 개발 사업, 양파 집하장 및 산물 벼 수매장 건립, 농촌마을 종합개발사업도 추진을 계획하고 있다.

## 연혁
- 1914년 이전 : 생림, 초곡, 고읍, 모음면
- 1914년 3월 1일 : 생초면으로 통합 개편 (42개동을 12개리로 개편)

## 행정 구역
- 갈전리
- 구평리
- 노은리
- 상촌리
- 어서리
- 평촌리
- 향양리
- 하촌리
- 월곡리
- 신연리
- 대포리
- 계남리

## 교육
- 생초초등학교
- 고읍초등학교(폐교) : 생초면 왕산로 453 (평촌리)
- 생초중학교(폐교)
- 생초고등학교(폐교)

## 볼거리
생초면 참새미로221번길 6에 조선의 히포크라테스 유이태의 사적을 전시한 유이태기념관이 있다. 유이태기념관에는 입신양명의 뜻을 접고, 조선의 백성은 평등하므로 남녀노소를 막론하고, 귀천과 친소, 빈부와 민관을 차별하지 않고 일생을 헐벗고 병마와 싸우는 백성을 치료하기 위해 혼신의 노력을 다했던 명의 유이태의 사적이 전시되어 있다. 생초국제조각공원 입구에 있는 중요무형문화제 제108호 목조각장 목아 박찬수 선생의 전수관에서 목조각 체험을 할 수 있으며, 독녀성, 생초강정유원지, 생초국제조각공원, 산청박물관, 대포서원, 경상좌수사를 지낸 이의립의 공적비, 유이태기념관, 홍역치료발상지, 유이태낚시바위, 거창유씨 유씨고가 등이 있다. 